# Faramea tinguana
Faramea tinguana är en måreväxtart som beskrevs av Johannes Müller Argoviensis. Faramea tinguana ingår i släktet Faramea och familjen måreväxter. Inga underarter finns listade i Catalogue of Life.